# ادوارد استرلتسوف
ادوارد آناتولیویچ استرلتسوف (روسی: Эдуа́рд Анато́льевич Стрельцо́в, IPA: [ɨdʊˈart ɐnɐˈtolʲjɪvʲitɕ strʲɪlʲˈtsof]; (۲۱ ژوئیه ۱۹۳۷ – ۲۲ ژوئیه ۱۹۹۰) بازیکن فوتبال اهل شوروی بود که در دهه‌های ۱۹۵۰ و ۱۹۶۰ به عنوان مهاجم برای تورپیدو مسکو و تیم ملی فوتبال شوروی بازی کرد. او که یک بازیکن هجومی قدرتمند و ماهر بود، او چهارمین گلزن برتر اتحاد جماهیر شوروی بود. او را گاهی "پله روسی" می‌نامند.
وی به‌همراه تیم ملی فوتبال شوروی به مقام قهرمانی فوتبال در بازی‌های المپیک تابستانی ۱۹۵۶ دست پیدا کرده‌است.

## حرفه و زندان
جام جهانی ۱۹۵۸ سوئد در شرف برگزاری بود، رقابت‌هایی که پله در آن درخشید. این بازی‌ها نیز می‌توانست برای جوان روسی درخشان باشد اما این اتفاق نیفتاد. او بعدها با نام «پله روسی» شناخته شد. مهاجم روسی بازیکن فوق‌العاده ای بود که دوران ورزشی اش تحت تأثیر یک اتفاق عجیب قرار گرفت. او نخستین بازیکن تاریخ لیگ روسیه بود که در ۱۶ سالگی گلزنی کرد. در ۱۷ سالگی با پیراهن تیم تورپدو مسکو برترین گلزن رقابت‌ها شد. در دو بازی نخست خود به همراه تیم ملی برابر تیم‌های سوئد و هند هت‌تریک کرد. استرلتسوف در کسب مدال طلا بازی‌های المپیک ۱۹۵۶ تیمش نقش تعیین‌کننده‌ای داشت. این رقابت‌ها بخشی از دوران درخشان مهاجم روسی بود.
تیم شوروی در سال ۱۹۵۸ تمرکزش روی جام جهانی سوئد بود. ویلا استرلتسوف در نزدیکی محل اردو این تیم قرار داشت. تنها یک روز مانده به پرواز تیم شوروی به سوئد ادوارد کاراخانوف پله روسی را به یک جشن دعوت کرد. دو بازیکن ملی پوش دیگر نیز او را همراهی کردند. اتفاقی که در آن ویلا رخ داد یک موضوع سری باقی ماند. با این حال آینده ستاره تیم ملی را تحت تأثیر قرار داد. او از تیم ملی کنار گذاشته شد و دو روز بعد یک مأمور، استرلتسوف را به جرم آدم‌ربایی و رفتار خشونت‌آمیز با یک جوان به زندان سیاسی برد. بیشتر شاهدان چنین اتفاقی را رد و از استرلتسوف بی‌گناه دفاع کردند. آن‌ها تأکید کردند او اگر اعتراف کرده به خاطر شرایط موجود مجبور به این کار شده‌است. احتمالاً به او وعده آزادی در صورت اعتراف داده بودند اما این اتفاق نیفتاده است.
به گفته برخی دیگر مهاجم روسی قصد داشت تورپدو را ترک کند تا به یکی از تیم‌های زسکا مسکو یا دینامو مسکو بپیوندد. این دو تیم محبوب کمونیست‌ها بودند اما استرلتسوف این موضوع را رد کرد. در نهایت آن اتفاق باعث شد او در زندان سیاسی زندانی شود. تیم شوروی بدون ستاره خود به جام جهانی رفت. از گروهش صعود کرد اما در یک چهارم نهایی حذف شد.
۶ سال بعد (۱۹۶۴) دوران برژنف رسید و او پرونده استرلتسوف را بررسی کرد. پله روسی زمانی که زندانی بوو در کمپ لسونی با مأموران به شدت درگیر شد و به همین خاطر او را به کمپ دیگری انتقال دادند. استرلتسوف در آنجا شانس بیشتری داشت و محبوب شد. یک بار فوتبال بازی کرد و زندانیان به تحسین او پرداختند. به همین خاطر نامه‌های زیادی برای برژنف فرستادند و از او تقاضا کردند مهاجم روسی را آزاد کند. در نهایت این اتفاق افتاد.
استرلتسوف یک سال پس از آزادی توانست به تیم تورپدو مسکو ملحق شود. با وجود دوری از میادین و ضربه‌های جسمی و روحی که در زندان سیاسی متحمل شده بود دوباره توانست به بهترین بازیکن کشورش تبدیل شود. تورپدو با استرلتسوف دومین جام خود در لیگ را فتح کرد. این قهرمانی در حالی به دست آمد که تیم روسی تنها دو بار شکست خورد و استرلتسوف ستاره این تیم بود. مهاجم روسی دوباره به تیم ملی بازگشت و ۳۵ گل در ۳۸ بازی به ثمر رساند. او در سال‌های ۱۹۶۷ و ۱۹۶۸ به عنوان بهترین بازیکن سال شناخته شد. در این سال عضو تیم شوروی بود و توانست فینال یورو ۱۹۶۸ ایتالیا را تجربه کند.
استرلتسوف در نهایت با کارنامه‌ای درخشان بازنشسته شد. او شروع فوق‌العاده‌ای داشت اما بهترین سال‌های دوران ورزشی اش را در زندان سیاسی سپری کرد. دلیل این اتفاق تا به امروز به عنوان یک راز بزرگ در روسیه باقی مانده‌است.